# Etoricoxib
El etoricoxib es un fármaco de la clase antiinflamatorio no esteroideos (AINEs) selectivo para la ciclooxigenasa-2 (COX-2) que actúa disminuyendo el dolor crónico, agudo y la inflamación. El etoricoxib fue desarrollado en 1996 por el laboratorio Merck Sharp & Dohme .

## Historia
El etoricoxib fue introducido en la práctica clínica en 2002 por Merck & Co y ahora está disponible en al menos 62 países en todo el mundo, pero aún espera la aprobación en Estados Unidos.
Los primeros ensayos clínicos se centraron en comparar su eficacia y tolerabilidad con otros medicamentos, como el diclofenaco y el naproxeno. Un estudio de seis semanas comparó etoricoxib 60 mg diarios con diclofenaco 150 mg diarios en pacientes con osteoartritis de rodilla o cadera. Los resultados mostraron que etoricoxib era igualmente efectivo y presentaba un inicio de alivio del dolor más rápido que el diclofenaco. Ambos tratamientos fueron bien tolerados. 
Otro estudio evaluó la eficacia de etoricoxib en el tratamiento de la dismenorrea primaria, donde se demostró que etoricoxib 120 mg era superior al placebo y comparable al naproxeno en términos de alivio del dolor. La seguridad gastrointestinal de etoricoxib también fue un foco importante en los estudios iniciales.
En un ensayo comparativo con ibuprofeno y naproxeno, el etoricoxib mostró una menor incidencia de úlceras gástricas y pérdida de sangre fecal, indicando un perfil de seguridad gastrointestinal más favorable.  Además, un estudio en pacientes con artritis reumatoide demostró que etoricoxib 90 mg diarios era similar en eficacia al naproxeno 500 mg dos veces al día y mejor que el placebo. 

## Farmacocinética

### Vías de administración
- Vía oral.[1]

### Forma farmacéutica
Tabletas; (MSD) 60 mg; 90 mg ; 120 mg 

### Absorción
Después de la administración oral, la biodisponibilidad es  cercana al 100%. La concentración plasmática máxima se alcanza en 1 hora. La absorción ocurre en el intestino delgado y no se afecta por los alimentos. La velocidad de absorción puede disminuirse con el consumo de grasas. 

### Distribución
En el torrente sanguíneo se une a proteínas plasmáticas humanas como la albúmina, con una afinidad de unión del 92% .Debido a su baja liposolubilidad,  atraviesa la barrera hematoencefálica en menor medida. En estado estacionario u homeostasis, el volumen de distribución se estima alrededor de 120 litros.

### Metabolismo y metabolitos
El Etoricoxib se metaboliza en el hígado por enzimas de Citocromo p450, en especial la CYP3A4. Los análisis in vitro sugieren que CYP2D6, CYP2C9, CYP1A2 y CYP2C19 también pueden catalizar la vía metabólica principal, sin embargo aún no se ha evaluado cuantitativamente su función in vivo. 
En humanos se han detectado cinco metabolitos inactivos. El metabolito principal es el ácido 6’-carboxílico, formado por la oxidación posterior del derivado 6’-hidroximetilo. Estos productos metabólicos no presentan actividad medible o son muy poco activos como inhibidores de la COX-2. Ninguno de ellos tiene efectos inhibidores sobre la COX-1.

### Excreción
Se elimina menos del 2% del fármaco y la eliminación del Etoricoxib se produce casi exclusivamente a través del metabolismo, seguido por la eliminación por vía renal. En individuos sanos, con la administración intravenosa de Etoricoxib radiomarcado; el 70% de la radiactividad podría detectarse en la orina y el 20% de la radiactividad podría detectarse en las heces, principalmente como metabolitos.
Después de tomar una pastilla de 120 mg al día durante una semana, el Etoricoxib alcanza un equilibrio en la sangre, con un nivel que se duplica cada vez. Lo que corresponde a una semivida de 22 horas. Se calcula que el aclaramiento plasmático después de la administración de una dosis intravenosa de 25 mg es de unos 50 ml/min. .

## Farmacodinamia
El etoricoxib es un inhibidor selectivo de la COX-2, inhibe la isoforma 2 de la enzima ciclooxigenasa evitando la producción de prostaglandinas a partir del ácido araquidónico. Se comprobó en estudios clínicos produjo una inhibición dosis dependiente de la COX-2 sin inhibir la COX-1 con dosis de hasta 150 mg al día. El etoricoxib no inhibió la síntesis gástrica de prostaglandinas y no tuvo ningún efecto en la función plaquetaria. 

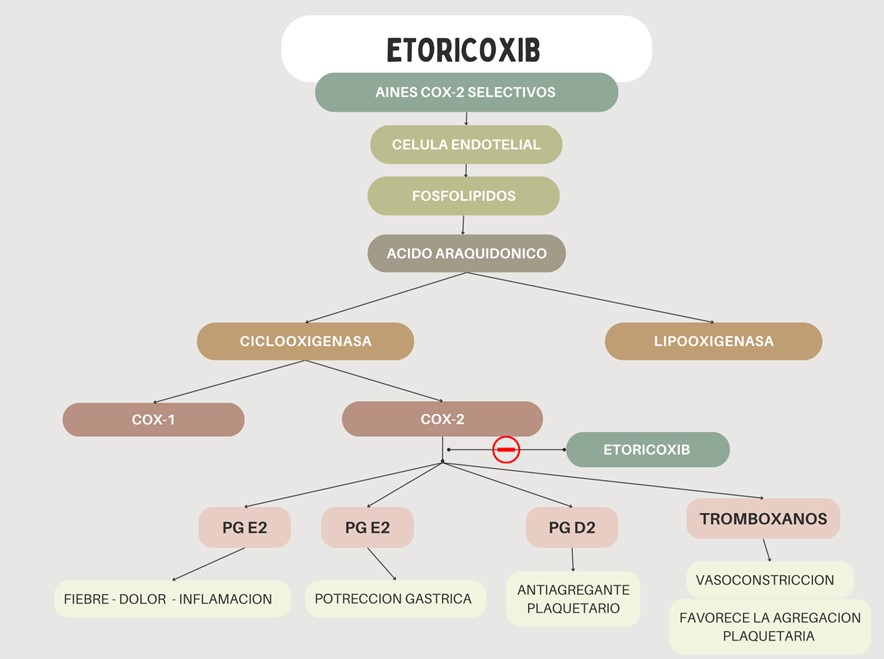
Mecanismo de acción del fármaco etoricoxib AINEs selectivo para COX-2

### Efectos farmacológicos
El etoricoxib es un medicamento antiinflamatorio no esteroideo con efectos antiinflamatorios, analgésicos y antipiréticos. Es un inhibidor selectivo de la COX-2 activo en dosis clínicas o dosis más altas. 
Existen dos subtipos de ciclooxigenasa: La COX-1 que está involucrada en las funciones fisiológicas normales mediadas por prostaglandinas, como la citoprotección gástrica (protección de la mucosa gástrica) y la agregación plaquetaria. Los medicamentos antiinflamatorios no esteroideos no selectivos inhiben la COX-1 y pueden causar daño en la mucosa gástrica y disminución de la agregación plaquetaria. La COX-2 está involucrada principalmente en la producción de prostaglandinas, las cuales causan dolor, inflamación y fiebre. El etoricoxib es un tipo de inhibidor selectivo por COX-2 que puede reducir estos síntomas y signos, así mismo reduce los efectos adversos secundarios gastrointestinales sin afectar la función plaquetaria. 
| AINES                  | Selectividad por isoforma COX-1 | selectividad por isoforma COX-2 | Vida media |
| Ketorolaco             | +++                             | -                               | <10 h      |
| Ácido acetilsalicílico | ++                              | -                               | <10 h      |
| Ibuprofeno             | No selectivo                    | No selectivo                    | <10 h      |
| Paracetamol            | No selectivo                    | No selectivo                    | <10 h      |
| Meloxicam              | -                               | +                               | >10h       |
| Diclofenaco            | -                               | +                               | <10 h      |
| Celecoxib              | -                               | ++                              | 10h        |
| Etoricoxib             | -                               | ++++                            | >10 h      |
| Lumiracoxib            | -                               | +++++                           | >10h       |

## Interacciones
| Fármacos que interaccionan con _____ | |
| Fármaco                              | Resultados de la interacción |
| Warfarina                            | Interacción farmacodinámica: La administración de 120 mg diarios de etoricoxib a pacientes estabilizados con un tratamiento crónico de Warfarina se ha asociado con un aumento aproximado del 13% del índice internacional normalizado (INR) del tiempo de protrombina. |
| Aspirina                             | Interacción farmacodinámica: La administración simultánea de dosis bajas de ácido acetilsalicílico con etoricoxib puede dar como resultado un aumento del número de úlceras GI y otras complicaciones, en comparación con el uso de solo etoricoxib. |
| Furosemida                           | interacción farmacodinámica: Los AINEs, incluido el etoricoxib pueden reducir la natriuresis inducida por la furosemida al afectar la síntesis de prostaglandinas renales. Esto puede resultar en una menor eliminación de líquidos y sodio, reduciendo la efectividad del tratamiento. |
| Hidroclorotiazida                    | interacción farmacodinámica: Los AINEs pueden contrarrestar el efecto antihipertensivo de los diuréticos tiazídicos como la hidroclorotiazida, al inhibir la síntesis de prostaglandinas que juegan un papel importante en la regulación de la presión arterial. |
| Enalapril                            | Interacción farmacodinámica: Los AINEs pueden reducir la efectividad de los IECAs como enalapril, al inhibir la síntesis de prostaglandinas renales. Esto puede aumentar la presión arterial y el riesgo de insuficiencia renal. |
| Lisinopril                           | Interacción farmacodinámica: La combinación de un AINE con un IECA como lisinopril puede llevar a una reducción del flujo sanguíneo renal, incrementando el riesgo de insuficiencia renal aguda. |
| Losartan                             | Interacción farmacodinámica: Los AINEs pueden reducir la efectividad de los Antagonistas de la angiotensina II como losartán, al inhibir la síntesis de prostaglandinas renales, lo que puede llevar a un aumento de la presión arterial y riesgo de insuficiencia renal. |
| Ciclosporina o Tacrolimús            | Interacción farmacodinámica: La administración conjunta de Ciclosporina o Tacrolimús con cualquier AINE puede aumentar el efecto nefrotóxico de la Ciclosporina y Tacrolimus, cuando se administre esta combinación se debe vigilar la función renal. |
| Metotrexato                          | Interacción farmacocinética: Un estudio investigó los efectos de la dosis de 120 mg de Etoricoxib administrada una vez al día durante siete días en pacientes que estaban recibiendo dosis de 7,5 - 20 mg de Metotrexato una vez a la semana para la artritis reumatoide. La dosis de 120 mg del Etoricoxib aumentó las concentraciones de Metotrexato en un 28% y redujo el aclaramiento renal del Metotrexato en un 13%, cuando se administre esta combinación se recomienda supervisar adecuadamente la toxicidad relacionada con el Metotrexato. |
| Anticonceptivos orales               | Interacción farmacocinética: Aumento de la concentración efectiva de los anticonceptivos orales, esto aumentará la indigencia de los eventos adversos relacionados con los anticonceptivos orales como el riesgo de tromboembolismo venoso en las mujeres. |
| Litio                                | interacción farmacocinética: Los AINE disminuyen la excreción renal de litio, por lo cual se aumentan las concentraciones plasmáticas de litio. Si se administra Etoricoxib y litio se debe supervisar estrechamente el litio en sangre y ajustar la dosis mientras se este tomando la combinación. |

## Uso clínico

### Dosis

#### Rango de dosificación
Adolescentes ≥16 años y adultos: Oral: 30 a 120 mg una vez al día.

### Sobredosis
840 mg de etoricoxib

### Indicación 01
Osteoartritis: Este inhibidor selectivo de COX-2 se utiliza como tratamiento para los síntomas inflamatorios y dolorosos de varias formas de artritis. La dosis recomendada es de 60 mg una vez al día, en algunos pacientes puede ser necesaria una dosis de 90 mg una vez al día.
El etoricoxib una vez al día tiene una eficacia comparable a la del celecoxib una vez al día y el ibuprofeno 3 veces al día. Su eficacia una vez al día es similar a dosis altas de diclofenaco 3 veces al día y naproxeno 3 veces al día. 

### Indicación 02
Artritis reumatoide: La dosis recomendada es de 60 mg una vez al día. Si el alivio de los síntomas es insuficiente, se incrementa la dosis a 90 mg una vez al día, lo cual aumenta la eficacia del Etoricoxib. Una vez el paciente se estabilice clínicamente se debe ajustar la dosis nuevamente a 60 mg una vez al día. 

### Indicación 03
Espondilitis anquilosante: Alivio del dolor y la rigidez, especialmente en la columna vertebral. Esto mejora la postura y la capacidad de movimiento. La dosis recomendada es de 60 mg una vez al día, en algunos pacientes puede ser necesaria una dosis de 90 mg. Una vez el paciente se estabilice se debe ajustar la dosis nuevamente a 60 mg una vez al día. 

### Indicación 04
Artritis gotosa aguda: Reducción rápida del dolor y la inflamación en las articulaciones afectadas durante un ataque agudo de gota. Esto acelera la recuperación. La dosis es de 120 mg una vez al día. En algunos ensayos clínicos sobre la artritis gotosa se administró Etoricoxib durante 8 días. 

### Indicación 05

#### Situaciones de dolor
Dolor agudo: El etoricoxib en situaciones de dolor agudo se debe utilizar únicamente en el periodo sintomático agudo. 
Dolor lumbar crónico: La dosis terapéutica es de 60 mg una vez al día, en algunos casos se puede ajustar a 30 mg una vez al día según la respuesta del paciente y la tolerancia al medicamento. El tratamiento con Etoricoxib es eficaz en solo una semana con un efecto significativo en cuatro semanas y el efecto sostenido puede alcanzar más de tres meses. 
Dolor postoperatorio tras cirugía dental: La dosis es de 90 mg una vez al día por máximo 3 días. Algunos pacientes pueden necesitar otra analgesia complementaria al Etoricoxib durante el tratamiento por los 3 días postoperatorios. 

### Indicación 06
Dismenorrea primaria: La inhibición de la ciclooxigenasa COX-2 reduce la producción de prostaglandinas que contribuyen a los cólicos menstruales y la inflamación uterina asociada a la dismenorrea primaria. 

## Efectos Adversos
En una evaluación de los efectos adversos del Etoricoxib, en comparación con el diclofenaco, la incidencia de eventos cardiovasculares trombóticos inducidos por etoricoxib no muestra una diferencia significativa. Sin embargo, la incidencia acumulada de perforaciones gastrointestinales diagnosticadas clínicamente, úlceras y sangrado en el grupo de etoricoxib fue significativamente menor que en el grupo de diclofenaco. La incidencia de eventos adversos gastrointestinales se reduce en un 50 % en comparación con el diclofenaco sódico. El etoricoxib tiene una baja incidencia de reacciones gastrointestinales.
Durante el tratamiento, los síntomas gastrointestinales (náuseas, vómitos, dolor o malestar abdominal, diarrea), edema en el pecho y el tobillo, y otros eventos adversos de etoricoxib son similares a los observados con otros inhibidores selectivos de la COX-2. Está contraindicado en pacientes con cardiopatía isquémica y accidente cerebrovascular. Los pacientes con factores de riesgo, como enfermedades cardíacas, deben usarlo con precaución.
Ver Reacción adversa a medicamento
- (Incluye descripción de sobredosis y su tratamiento).
- (Incluye descripción de efectos teratogénicos o cancerígenos).

Para la evaluación de las reacciones adversas (RAM) se tendrán en cuenta los criterios de la CIOSM.
| Reacciones adversas a Etoricoxib |                 |                                                                 |
| Sistema implicado                | Grupo CIOSM     | Tipo de reacción                                                |
| Aparato gastrointestinal         | Muy frecuentes  | Dolor abdominal Diarrea                                         |
| Aparato gastrointestinal         | Frecuentes      | Náuseas Dispepsia                                               |
| Aparato gastrointestinal         | Poco frecuentes | Reflujo gastroesofágico Xerostomía                              |
| Aparato gastrointestinal         | Raros           | Úlcera gástrica Sangrado gastrointestinal                       |
| Aparato gastrointestinal         | Muy raros       | Pancreatitis Colitis Esofagitis                                 |
| Sistema Nervioso Central         | Muy frecuentes  | No reportada                                                    |
| Sistema Nervioso Central         | Frecuentes      | Dolor de cabeza Mareos                                          |
| Sistema Nervioso Central         | Poco frecuentes | Insomnio Somnolencia Parestesia                                 |
| Sistema Nervioso Central         | Raros           | Confusión Alucinaciones                                         |
| Sistema Nervioso Central         | Muy raros       | Convulsiones Depresión Agitación                                |
| Sistema Cardiovascular           | Muy frecuentes  | No reportada                                                    |
| Sistema Cardiovascular           | Frecuentes      | Hipertensión arterial                                           |
| Sistema Cardiovascular           | Poco frecuentes | Palpitaciones Taquicardia Insuficiencia cardíaca congestiva     |
| Sistema Cardiovascular           | Raros           | Infarto de miocardio Accidente cerebro vascular Angina de pecho |
| Sistema Cardiovascular           | Muy raros       | Muerte súbita cardíaca Trombosis Arritmia                       |
| Sistema Neuromuscular            | Muy frecuentes  | No reportada                                                    |
| Sistema Neuromuscular            | Frecuentes      | Espasmos musculares                                             |
| Sistema Neuromuscular            | Poco frecuentes | Rigidez muscular Mialgia Artralgia                              |
| Sistema Neuromuscular            | Raros           | Calambres musculares Miopatía                                   |
| Sistema Neuromuscular            | Muy raros       |                                                                 |

## Contraindicaciones
- Hipersensibilidad al Etoricoxib o a otro inhibidor de la COX-2.[12]
- Pacientes con enfermedad cardiaca isquémica, enfermedad cerebrovascular, arterial periférica  o insuficiencia cardiaca moderada a severa.
  - Se puede usar, con monitoreo, en pacientes  propensos a  hipertensión, hiperlipidemia o diabetes mellitus.[12]
- Insuficiencia hepática, enfermedad inflamatoria intestinal, deterioro renal asociado con un aclaramiento de creatinina. [12]
- Contraindicado en lactancia y en todos los trimestres del embarazo.[13]

## Precaución

### Precauciones relacionadas con los efectos adversos[14]
Sistema cardiovascular: El riesgo es alto en eventos cardiovasculares graves, como ataques cardíacos y accidentes cerebrovasculares. Se debe evitar el uso en pacientes con enfermedad cardiovascular y factores de riesgo cardiovasculares.
Problemas gastrointestinales: En personas con antecedentes de úlceras gástricas o intestinales puede causar hemorragias y perforaciones del tracto gastrointestinal. 
Retención de líquidos y edema: Debe ser utilizado con precaución en pacientes con condiciones predisponentes a estas complicaciones, como  lo es la insuficiencia cardíaca. También puede aumentar la presión arterial, por lo que se debe controlarla durante el tratamiento. 
Problemas gastrointestinales: El uso simultáneo de etoricoxib y ácido acetilsalicílico aumenta el riesgo de efectos adversos gastrointestinales. 
Función renal: No se debe usar en pacientes con insuficiencia renal moderada a grave, se debe modificar la dosis con respecto a la función renal.
Función hepática: Se debe tener precaución en pacientes con enfermedad hepática, ya que el medicamento se metaboliza en el hígado.

### Precauciones relacionadas con enfermedades
Hipertensión arterial: Con el uso se puede elevar la presión arterial, se debe tener precaución en pacientes con hipertensión no controlada.

### Precauciones con poblaciones especiales
Personas mayores: Los pacientes mayores tienen un mayor riesgo de experimentar efectos adversos. Se recomienda vigilancia estrecha y ajuste de dosis según sea necesario
Embarazo y lactancia: No es recomendado, por posibles riesgos para el feto y lactante. Se debe evitar, a menos que sea muy necesario y se debe hacer bajo supervisión médica estricta. 

### Precauciones con interrupción de la terapia
Rebote de los síntomas: La interrupción abrupta del tratamiento puede provocar un efecto rebote con los síntomas, especialmente el dolor e inflamación.

## Uso veterinario
Se ha descrito que el uso de  etoricoxib en caballos de carreras puede proporcionar una ventaja competitiva indebida al mitigar el dolor y la inflamación producida durante la carrera, mejorando su rendimiento. Por esta razón, su uso está estrictamente regulado y monitoreado en el ámbito de las carreras equinas.

## Controversias
El panel consultivo de la FDA recomendó que etoricoxib no se comercialice en Estados Unidos  a partir del año 2007 debido a sus riesgos cardiovasculares, similares a los de rofecoxib, un fármaco que fue retirado del mercado. 
El comité votó 20 a 1 en contra de aprobar etoricoxib, argumentando que los beneficios en la reducción del dolor y la menor irritación estomacal no compensan el potencial daño cardíaco. David Felson, miembro del comité, declaró que no hay nada especial sobre esta droga que justifique su uso en pacientes, dado el riesgo de muerte cardiovascular. 
David Graham, oficial de la FDA, señaló que etoricoxib podría causar más muertes por problemas cardíacos en comparación con naproxeno y criticó la elección de diclofenac como comparador en los estudios debido a su alto riesgo cardiovascular. A pesar de estas preocupaciones, el fabricante defiende la necesidad de etoricoxib como una nueva opción terapéutica para pacientes que no pueden controlar el dolor con los tratamientos actuales. 
Etoricoxib ha sido aprobado en 62 países y se ha probado en más de 44,000 pacientes desde 1998, aunque la FDA aún no ha autorizado su comercialización en Estados Unidos debido a la falta de información suficiente sobre su seguridad a largo plazo. 